# 小行星9852
小行星9852（9852 Gora）是一颗围绕太阳公转的小行星。1990年12月24日，關勉在藝西天文台发现了此天体。
該小行星以美國男子游泳運動員羅納德·戈拉命名。
这颗小行星的绝对星等为78.06476等。